# 3827 Zdeněkhorský
A 3827 Zdeněkhorský (ideiglenes jelöléssel 1986 VU) a Naprendszer kisbolygóövében található aszteroida. Antonín Mrkos fedezte fel 1986. november 3-án.